# Итало-испанская колода

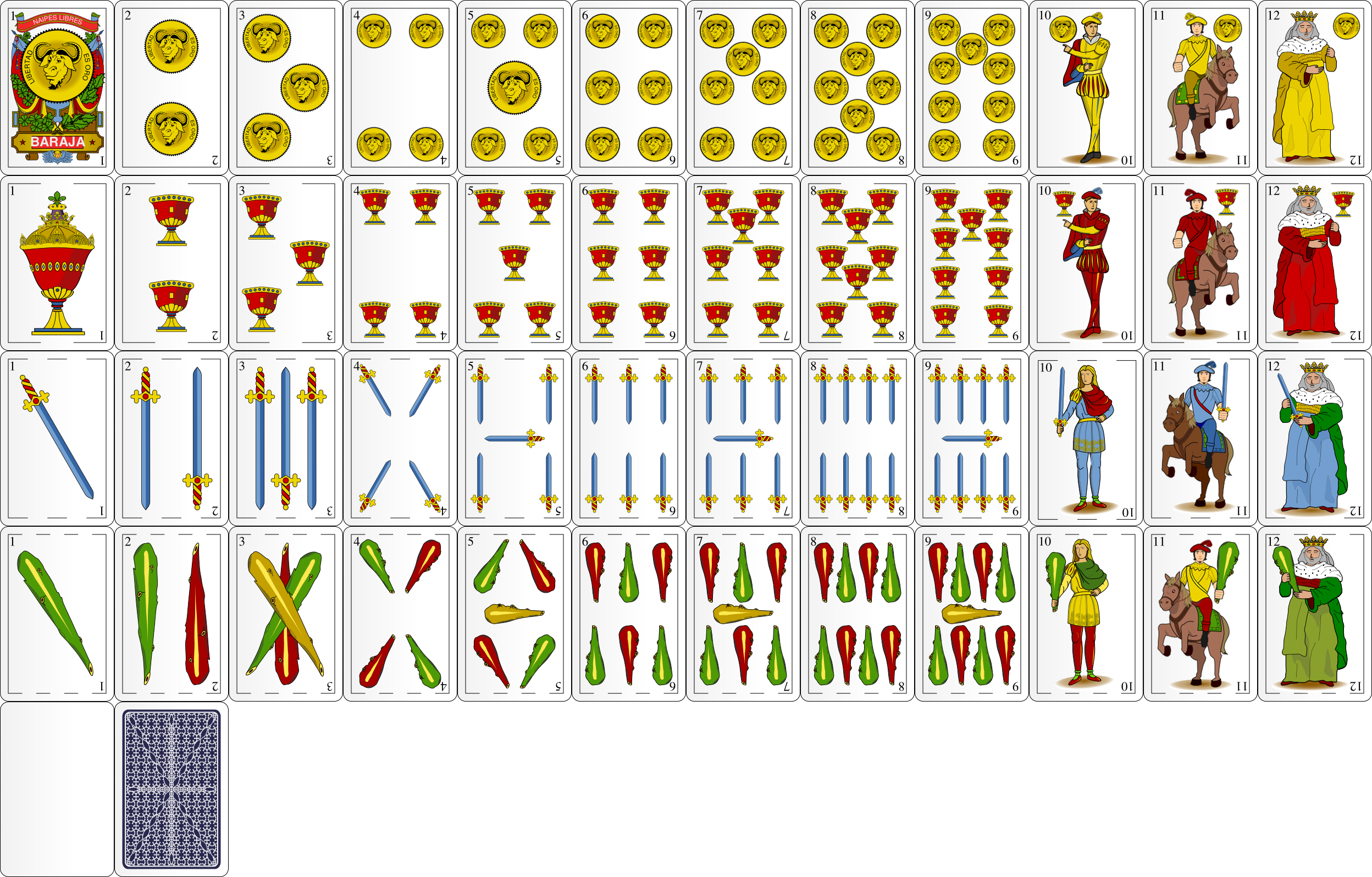
Испанская колода из 48 карт.

Итало-испанская колода (латинская колода) — вариант 40- или 48-карточной колоды, используемый для традиционных карточных игр Италии и Испании. Сегодня она распространена в Италии, Испании, и Португалии, имеет ограниченное распространение в Латинской Америке и на западном побережье Франции.

## История
Первые игровые карты появились на территории современного Китая, в дальнейшем карты распространились по Ближнему Востоку, а затем проникли и на всю территорию Мамлюкского Египта. Именно арабская культура в XIV веке принесла карты на Пиренейский п-ов. Их название naipes произошло от арабского nā'ib, которым называли карты в мамлюкском султанате. Масти схожи с колодами северной Италии и итальянскими картами таро.

## Современное использование
Колода распространена в Испании, Португалии и южной Италии (наряду с международными, или французскими картами). Также они известны на западном побережье Франции (в основном для игры в «алюэтт/корову») и в некоторых регионах Латинской Америки (хотя там сейчас преобладают французские карты, однако названия мастей в Латинской Америке происходят из итало-испанской колоды).
Эта колода используется в оккультизме во многих странах Латинской Америки, но вместе с тем активно используется в карточных играх и гадании. Эта колода упоминается в ряде художественных книг.

## Состав
Колода использует следующие символы для масти:

Мечи (пики)
Кубки (черви)
Палицы (трефы)
Монеты (бубны)

В колоде 48 карт. Есть 9 достоинств для числовых карт (от 1 до 9) и 3 достоинства для фигур (10 — 12). Обычно колода продается с двумя comodines (джокерами) и общее число карт составляет 50. Три фигуры, которые соответствуют французским валету, даме и королю и имеют те же достоинства, называются sota (рисунок на ней изображает пажа или оруженосца), caballo («конь», то есть рыцарь) и rey (король). Также есть малые колоды из 40 карт, в которых отсутствуют восьмёрки, девятки и джокеры. Бывали случаи, когда в старых игральных колодах существовала фигура под названием reina (королева), которая по достоинству была выше caballo. В этих колодах нет ни цифр, ни даже букв на фигурах.
Масть испанских карт можно определить и по рамке, которая окружает изображение на карте: если она «прерывается» («la pinta») один раз — это кубки, дважды — мечи, трижды — палицы, а вообще непрерывна — монеты (сейчас иногда масти обозначаются полосками (las rayas): 1 полоска — oros, 2 — copas, 3 — espadas, 4 — bastos). Эта отметка получила прозвище «la pinta», отсылающее к выражению: le conocí por la pinta («Я знал его по его разметке»). La pinta впервые появилась в середине XVII века.
Также возможно найти французскую колоду из 52 карт с испанскими картинками.

## Игры
- Aluette/Vache (западное побережье Франции)
- Botifarra (в Каталонии)
- Brisca
- Cinquillo
- Continental
- Escoba
- Mao
- Mentiroso (любой колодой)
- Mus (в Стране Басков, имеет несколько разновидностей в зависимости от региона)
- Пиночо
- Pocha
- Scopa
- Scopone
- Tute
- Труко
- Tressette, tresette

Самая популярная игра испанской колодой — это «мус» («Mus»).